# رایان آدامز
 رایان آدامز (انگلیسی: Ryan Adams؛ زادهٔ ۵ نوامبر ۱۹۷۴) یک موسیقی‌دان اهل ایالات متحده آمریکا است. وی از سال ۱۹۹۱ میلادی تاکنون مشغول فعالیت بوده‌است.